# Flugplatz Manihiki

i7
i11
i13
Der Flugplatz Manihiki (englisch Manihiki Airport, IATA-Code: MHX, ICAO-Code: NCMH) ist der einzige Flugplatz des zu den Cookinseln gehörenden Atolls Manihiki. Er befindet sich auf dem nordöstlichen Abschnitt des Riffkranzes, der die Lagune umschließt.

## Geschichte und Anlage
Der Flugplatz Manihiki wurde in den frühen 1980er-Jahren angelegt. Kommerziell genutzt wurde er erst ab 1991, nachdem die Start- und Landebahn verlängert worden war. Die in nordwest-südöstlicher Richtung verlaufende Start- und Landebahn ist mit verdichtetem Korallengrus präpariert und weist eine Länge von 1700 Metern auf. Der Flugplatz verfügt weder über Landebahnbefeuerung noch über Navigations- oder Landehilfen.
Für 2024/25 ist ein Ausbau des Flugplatzes geplant. Dabei soll unter anderem eine Asphaltdecke auf die Start- und Landebahn aufgetragen werden.

## Betrieb
Manihiki wird (Stand November 2024) planmäßig ausschließlich von der regionalen Fluggesellschaft Air Rarotonga bedient, die ungefähr zweiwöchentlich Flüge zwischen Manihiki und der Hauptinsel Rarotonga anbietet.